# Goran Vujević
Goran Vujević (en serbe : Горан Вујевић, né le 27 février 1973 à Cetinje, alors en RFS de Yougoslavie) est un joueur yougoslave, serbo-monténégrin de volley-ball. Il mesure 1,92 m et joue réceptionneur-attaquant. Il est international monténégrin après avoir été international yougoslave et serbo-monténégrin.

## Clubs
| Club                       | De        | À         |
| -------------------------- | --------- | --------- |
| Partizan Belgrade          | 1990-1991 | 1995-1996 |
| Pallavolo Brescia          | 1996-1997 | 1996-1997 |
| ASD 4 Torri Ferrare Volley | 1997-1998 | 1997-1998 |
| Olympiakos                 | 1998-1999 | 1998-1999 |
| Gabeca Pallavolo Spa       | 1999-2000 | 1999-2000 |
| Prisma Volley              | 2000-2001 | 2001-2002 |
| Top Volley Latina          | 2002-2003 | 2003-2004 |
| Trentino Volley            | 2004-2005 | 2004-2005 |
| Sir Safety Pérouse         | 2005-2006 | 2008-2009 |
| Top Volley Latina          | 2009-2010 | 2010-2011 |
| Sir Safety Pérouse         | 2011-2012 | ...       |

## Palmarès

### Club et équipe nationale
- Jeux olympiques (1)
  - Vainqueur : 2000
- Championnat du monde
  - Finaliste : 1998
- Ligue mondiale
  - Finaliste : 2003, 2005
- Championnat d'Europe (1)
  - Vainqueur : 2001
  - Finaliste : 1997
- Championnat d'Italie
  - Finaliste : 2014
- Championnat de Grèce (1)
  - Vainqueur : 1999
- Championnat de République fédérale de Yougoslavie
  - Finaliste : 1993, 1996
- Championnat de Yougoslavie (1)
  - Vainqueur : 1991
- Coupe d'Italie
  - Finaliste : 2000, 2014
- Coupe de Grèce (1)
  - Vainqueur : 1999
- Coupe de République fédérale de Yougoslavie
  - Finaliste : 1994, 1995, 1996

### Distinctions individuelles
- Meilleur serveur du championnat du monde 1998
- Meilleur défenseur de la Ligue mondiale 2005